# Pachythone xanthe
Pachythone xanthe is een vlindersoort uit de familie van de prachtvlinders (Riodinidae), onderfamilie Riodininae.
Pachythone xanthe werd in 1868 beschreven door H. Bates.